# Balewo (województwo pomorskie)

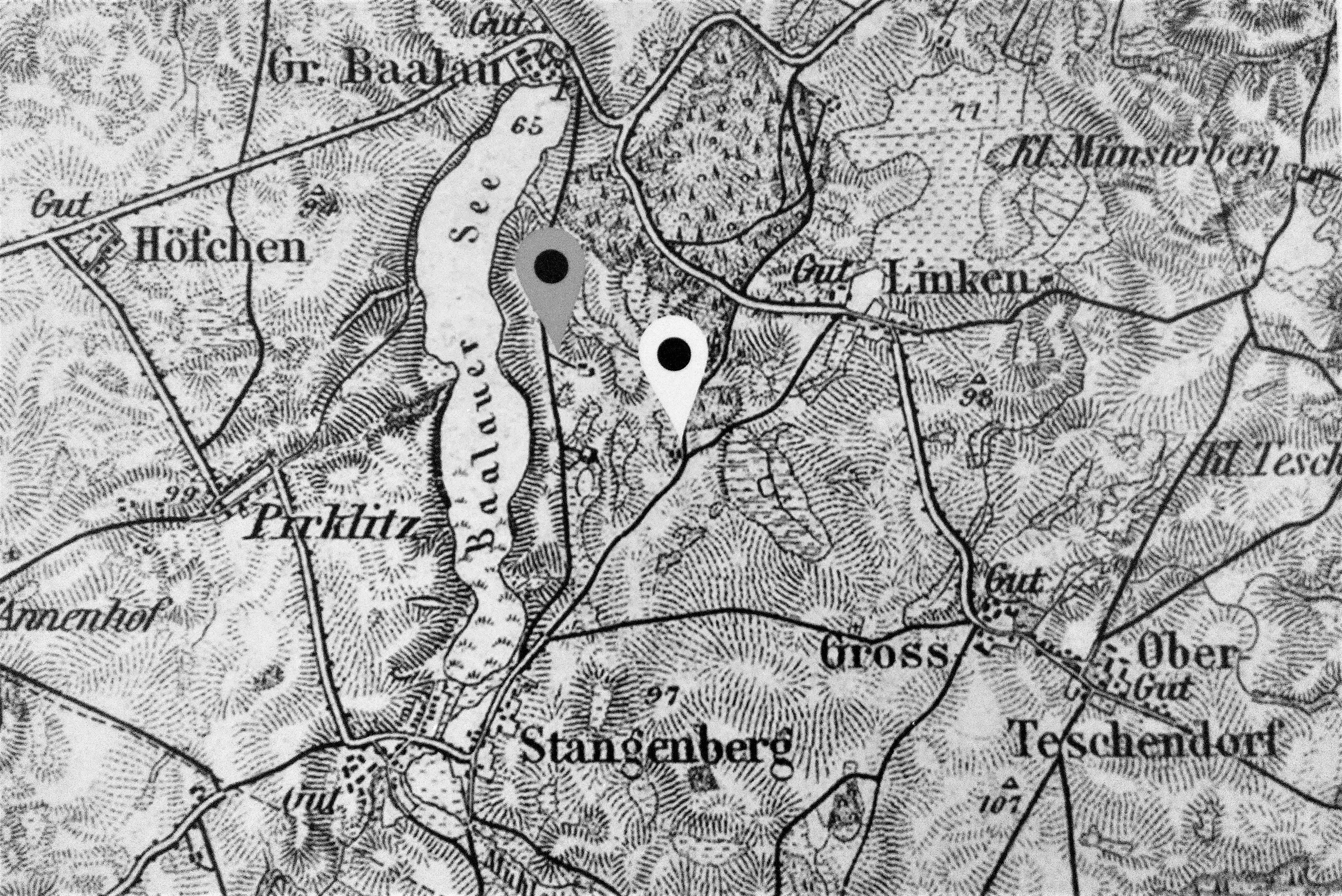
Wieś na mapie z około 1850 r.

Balewo (niem. Baalau) – osada w Polsce położona w województwie pomorskim, w powiecie sztumskim, w gminie Mikołajki Pomorskie, na Powiślu.
Wieś szlachecka położona była w II połowie XVI wieku w województwie malborskim. W latach 1975–1998 miejscowość administracyjnie należała do województwa elbląskiego.

## Nazwa
Historyczne nazwy: polska Kołpino (1296 r.), Balowe (1294 r.), Balaw (1296 r.), pruskie Balon i Balou (1319 r.), Balow (1326–1403 r.), Balewo (1518–1772 r.) i Baalau (od 1772 r.).
12 lutego 1948 r. ustalono urzędową polską nazwę miejscowości – Balewo, określając drugi przypadek jako Balewa, a przymiotnik – balewski.

## Historia
Teodorczyk Sztango w 1288 r. otrzymał od zakonu wieś Balewo z jeziorem Balewskim dołączając do dóbr sztembarskich. Po jego śmierci dobra Sztembarsko-Balewskie przeszły w ręce Michała z Lniska i jego rodziny spokrewnionych ze Sztango. Sprzedane Konradowi Wallenrodowi. Kolejnymi właścicielami Balewa byli:
- Jan Świnka 1418 r.
- Bażyńscy 1440 r.
- Kostkowie z Rostkowaostkowa 1471 r.
- Ród Schack von Wittenau 1582–1787 r.
- rodzina Graf von Rittber 1787–1945 r.

Od końca XIX w. dobra balewskie są w dzierżawie.
- 1880 r. – Welman.
- 1918–1945 r. – Arthur Zimmermann[7].

## Zabytki
Według rejestru zabytków NID na listę zabytków wpisany jest park dworski, poł. XIX w., nr rej.: A-913 z 19.05.1978.

## Transport

### Drogi
W Balewie zbiegają się 2 drogi powiatowe:
- Stary Targ-Balewo
- Mikołajki Pomorskie-Dzierzgoń

### Kolej
Miejscowość znajduje się w odległości 7 km od stacji kolejowej Mikołajki Pomorskie, przez którą przechodzi linia kolejowa Warszawa – Gdynia. Ze stacji odjeżdżają pociągi osobowe spółki Przewozy Regionalne w kierunku miejscowości Iława oraz Malbork. W latach 2005–2007 trasa była obsługiwana również przez trójmiejską SKM.

### Komunikacja autobusowa
Połączenia autobusowe zapewniają następujący przewoźnicy:
- SPKS Dzierzgoń – w kierunku Dzierzgonia, Sztumu oraz Malborka
- AŻ Rydwan – w kierunku Sztumu oraz Cieszymowa

## Atrakcje
W pobliżu znajduje się Jezioro Balewskie.

## Ciekawostki
W 2009 roku Balewo stało się sławne za sprawą „Objawienia Balewskiego”. W lesie, na przydrożnym drzewie pojawił się naturalnie ukształtowany wizerunek przypominający Matkę Boską.

## Sąsiednie miejscowości
- Krasna Łąka
- Balewko
- Dworek
- Linki
- Tywęzy